# José María de Luxán
José María de Luxán Meléndez (Guadalajara, 1957) es un politólogo y sociólogo español, que fue entre 2010 y 2011 Subsecretario de Trabajo e Inmigración del Ministerio de Trabajo e Inmigración de España en sustitución de Leandro González Gallardo. Es hermano de Carlos, Adolfo y Javier de Luxán Meléndez.
Doctor por la Universidad Complutense de Madrid y Licenciado con Premio Extraordinario en Ciencias Políticas y Sociología por la Universidad Complutense de Madrid, donde es profesor de Ciencia Política y de la Administración. Pertenece al Cuerpo Superior de Administradores Civiles del Estado.
Entre 1981 y 1985 fue asesor del Instituto Español de Inmigración. Ha sido consejero técnico en el Instituto de Relaciones Agrarias y en el Gabinete del Secretario de Estado de Administración Territorial, subdirector del Gabinete Técnico de la Secretaría General de Comunicaciones, vicesecretario de Estudios del Consejo de Universidades, director de Recursos Humanos de la Universidad Carlos III de Madrid y subdirector general de Comunicación con los Ciudadanos del Gabinete de la Presidencia del Gobierno. En 2006 fue nombrado director del Gabinete del Secretario de Estado de Universidades e Investigación y, posteriormente, vocal asesor del Gabinete de la Presidencia del Gobierno, para pasar posteriormente a ser coordinador del Plan Nacional para la Alianza de Civilizaciones.